# Milano Testarossa
Milano Testarossa è un singolo del rapper italiano Artie 5ive, pubblicato il 19 luglio 2024 come secondo estratto dal secondo album in studio La bellavita.
Il brano vanta la collaborazione del rapper italiano Guè.

## Tracce
Testi di Ivan Arturo Barioli e Cosimo Fini, musiche di Leonardo Siddu.
1. Milano Testarossa (feat. Guè) – 3:18

## Classifiche
| Classifica (2024) | Posizione massima |
| ----------------- | ----------------- |
| Italia            | 20                |